# Tom Gramenz
Tom Gramenz (Wiesbaden, 6 maggio 1991) è un attore tedesco.

## Biografia
Tom Gramenz è nato il 6 maggio 1991 a Wiesbaden, Assia, in Germania.
Tom ha recitato per la prima volta nella sua vita in quinta elementare nella recita scolastica "Rags". Grazie al supporto del tuo insegnante, Ulrich Cyran, con l'età si è sempre più appassionato alla recitazione e quando era studende di liceo aveva già recitato nel teatro statale di Wiesbaden.
Ha esordito come attore nel 2008 recitando in un episodio della serie televisiva Chiamata d'emergenza. Ha poi recitato in diverse serie televisive come Das Haus Anubis, Countdown e Squadra Speciale Colonia. Nel 2011 ha recitato nel cortometraggio Beach Boy.
Nel 2012 ha recitato da protagonista nel cortometraggio Prora, che ha ricevuto ottime recensioni e ha raccolto diversi premi al New York City Short Film Festival.. 
In quello stesso anno ha recitato nel film televisivo Der Fall Jakob von Metzler e nel film cinematografico Zitto Cowboy!.

## Vita privata
Tom Gramenz è nato e cresciuto a Wiesbaden. Conosce bene l'inglese e parla francese a un livello base. Le sue passioni sono la danza e lo sport: calcio, arrampicata su roccia, skateboard. Nel 2014 si è trasferito a Berlino (quartiere Simon-Dach-Straße), dove ha frequentato la Hochschule für Schauspielkunst Ernst Busch. In seguito si è trasferito a Karlsruhe dove è membro permanente dell'ensemble del Badisches Staatstheater Karlsruhe dal 2018.

## Filmografia

### Cinema
- Beach Boy, regia di Hannes Hirsch - cortometraggio (2011)
- Zitto Cowboy! (Klappe Cowboy!), regia di Ulf Behrens e Timo Jacobs (2012)
- Prora, regia di Stéphane Riethauser - cortometraggio (2012)
- Am Himmel der Tag, regia di Pola Beck (2012)
- Fuenfsechstel, regia di Jonas Marowski - cortometraggio (2012)
- Boys on Film 9: Youth in Trouble, regia di Caru Alves de Souza, James Cook, Bretten Hannam, Carlos Montero, Benjamin Parent, Dee Rees, Stephane Riethauser e Grant Scicluna (2013)
- Der Ausflug, regia di Stefan Najib - cortometraggio (2014)
- Das schweigende Klassenzimmer, regia di Lars Kraume (2018)
- Mein Bruder heißt Robert und ist ein Idiot, regia di Philip Gröning (2018)
- Im Niemandsland, regia di Florian Aigner (2019)
- Boys Feels: High Tide, regia di Hannes Hirsch, Emmanuel Laborie, Mari Sanders e Friedrich Tiedtke (2021)

### Televisione
- Chiamata d'emergenza (112 - Sie retten dein Leben) – serie TV, 1 episodio (2008)
- Das Haus Anubis – serie TV, 7 episodi (2009-2010)
- Countdown (Countdown - Die Jagd beginnt) – serie TV, 1 episodio (2010)
- Stolberg – serie TV, 1 episodio (2012)
- Der Staatsanwalt – serie TV, 1 episodio (2012)
- Geliebtes Kind, regia di Sylke Enders – film TV (2012)
- Der Fall Jakob von Metzler, regia di Stephan Wagner – film TV (2012)
- Mord in den Dünen, regia di Tim Trageser – film TV (2013)
- Helen Dorn – serie TV, 1 episodio (2014)
- Herzensbrecher – serie TV, 1 episodio (2014)
- Squadra Speciale Colonia (SOKO Köln) – serie TV, 5 episodi (2012-2015)
- Armans Geheimnis – serie TV, 26 episodi (2015-2017)
- Tatort – serie TV, 1 episodio (2017)
- Spreewaldkrimi – serie TV, 1 episodio (2017)
- Marie Brand – serie TV, 1 episodio (2018)